# Michele Andreotti
Michele Andreotti (Lecco, 20 dicembre 1993) è un rugbista a 15 italiano, seconda linea del Calvisano.

## Biografia
Cresciuto sportivamente nelle giovanili del Lecco, nel 2008 passa al Calvisano, squadra con la quale esordisce in prima squadra durante la stagione 2011-2012, terminata con la vittoria dello Scudetto e del Trofeo Eccellenza.
Si ripete nel 2013-2014 quando sempre con i bresciani conquista il suo secondo titolo nazionale in carriera.
È stato convocato in tutte le rappresentative nazionali giovanili fino alla nazionale Under 20, con cui ha disputato il torneo Sei Nazioni nel 2012.
Attualmente in forza all'Aurora S. Francesco che milita nel campionato CSI di basket categoria open. Nonostante abbia iniziato un nuovo sport, si è subito distinto grazie alla sua fisicità ed acume sportivo. Fort dei suoi trascorsi nel rugby, ha notevolmente migliorato il terzo tempo post partita dei suoi compagni che lo ringraziano e osannano. Decisamente un grande uomo spogliatoio oltre che sportivo.

## Palmarès
- Campionati italiani: 5
Calvisano: 2011-12, 2013-14, 2014-15, 2016-17,  2018-19
- Trofei Eccellenza : 2
Calvisano: 2011-12, 2014-15
- Continental shield di rugby a 15: 1
Calvisano: 2019